# Fermo Solari
Fermo Solari (Prato Carnico, 22 settembre 1900 – Udine, 25 giugno 1988) è stato un politico, partigiano e imprenditore italiano.

## Biografia
Discendente di una famiglia carnica di orologiai, si diplomò ingegnere in Svizzera e avviò un'impresa edile operante in Somalia.
Rientrato in Italia, nel 1942 prese parte alla fondazione a Milano del Partito d'Azione. Nel 1943 si laureò in Scienze economiche a Roma e dopo l'8 settembre prese parte alla Resistenza tra le formazioni partigiane di Giustizia e Libertà di cui divenne commissario politico nelle Prealpi friulane col nome di battaglia di "Somma". Nel 1944 sostituì alla carica di vice-comandante del Corpo Volontari della Libertà Ferruccio Parri, prigioniero dei nazisti. Nello stesso anno, ferito e catturato dai militari della Repubblica Sociale Italiana, "Somma" venne ricoverato all'ospedale Niguarda e successivamente liberato da un'azione partigiana.
Nel dopoguerra prese parte ai lavori della Consulta Nazionale e nel 1947 dopo lo scioglimento del Partito d'Azione confluì nel Partito Socialista Italiano.
Negli stessi anni fondò a Udine, assieme al fratello Remigio, la Solari R. e C., ditta che, sulla base del sapere tramandato dalla famiglia, iniziò a produrre orologi e sistemi d'informazione al pubblico.
Con le elezioni politiche del 1958 venne eletto al Senato della Repubblica.

## Curiosità
A Fermo Solari è stato intitolato il nome dell'Istituto tecnico industriale statale di Tolmezzo.

## Opere principali
- L'armonia discutibile della Resistenza. Udine, La Pietra, 1978.
- Per un nuovo schieramento politico. Udine, 1968.
- Un carnico che fa il giro del mondo senza muoversi. 1980.